# Henri Tolain
Henri Tolain (Paris, 1828 - Paris, 1897), foi um dos principais membros do movimento sindical e socialista francês e um dos membros fundadores da Primeira Internacional. Era um seguidor do filósofo e político francês Proudhon.
Em fevereiro de 1871 foi eleito deputado, sendo eleito continuamente no cargo até sua morte.

## O manifesto dos sessenta
Em 1864, com a ajuda do jornalista republicano Henri Lefort, Henri Tolain escreveu um texto que foi assinado por sessenta trabalhadores. Ele foi publicado em L'Opinion Nationale. Este manifesto era um programa de reivindicações sociais para apoiar os candidatos na eleição daquele ano. O texto apelava para uma verdadeira democracia, política, econômica e social. Ele protestava contra a exclusão dos trabalhadores da vida política. Embora em tom moderado, o significado do manifesto em defesa dos interesses específicos dos trabalhadores foi reconhecido tanto por Karl Marx e historiadores posteriores como um marco no movimento operário francês.
Foi em reação a esse texto que Proudhon compôs uma de suas últimas obras, De la capacité politique des classes ouvrières (A capacidade política da classe trabalhadora), publicado postumamente em 1865.